# Острів імені Сагайдачного
Острів імені Сагайдачного — острів в Дніпровському водосховищі у місті Запоріжжя. 

## Опис
Острів імені Сагайдачного утворився з частини правого берега, після завершення будівництва Дніпровської ГЕС і затоплення місцевості на початку 1930-х років, в результаті чого утворилося Дніпровське водосховище. Острів розташований в районі колишнього Кічкаського моста. Через спорудження греблі рівень води затопив значну частину суші, але невеличкий клаптик правого берега в найвищому місці залишився над поверхнею води і став островом.  
До затоплення острів був частиною саме правого берега, незважаючи на те, що зараз він набагато ближче до Лівобережного Запоріжжя і знаходиться неподалік від Павло-Кічкаса. Саме в тому районі раніше перебувала відома з давніх років Кічкаська переправа  — відомому як Вовче Горло, ширина Дніпра становила всього 175 метрів.  На початку ХХ століття в тому місці був побудований Кічкаський міст — чудовий залізничний міст, шедевр інженерно-технічної думки початку ХХ століття, зруйнований в Громадянську війну і демонтований більшовиками на початку 1930-х років. Біля острова і понині помітні залишки правобережної опори цього мосту (глибина Дніпра в цьому місці сягає до 60 метрів).
У радянські часи на острові передбачалося облаштувати піонертабір, а на початку 2000-х років обговорювалася ідея звезти на острів з міста всі казино та гральні автомати, щоб зробити місцевий «Лас-Вегас», але всі ідеї залишилися на папері. Відповідно  Генеральному плану міста Запоріжжя через острів передбачено будівництво нового Північного мосту, на заміну історичному Кічкаському мосту.

## Декомунізація
В ході декомунізації Запорізькою міською радою після звернення до краєзнавчого музею було виявлено факт того, що всі роки свого існування як острова ця місцевість не мала офіційної назви, проте на військових та туристичних мапах, в народі і пресі скрізь мав назву острів імені Леніна.
16 листопада 2015 року було прийнято рішення перейменувати в острів імені Сагайдачного на честь гетьмана Петра Сагайдачного.  
28 лютого 2017 року на сесії міської ради острову, який знаходиться в межах міста Запоріжжя в районі Дніпровського водосховища вище греблі Дніпрогесу, було надано назву - «острів імені Сагайдачного».

## Цікаві факти
Згідно з одним з проектів острів планували перейменувати в острів Кічкас — на честь однойменої історичної місцевості, яка відома під такою назвою як мінімум з кінця XVI століття. Слово «Кічкас», за припущеннями істориків, відбулося або від тюркського «киць-каш» — «короткий, найбільш короткий», що, очевидно, могло використовуватися для характеристики переправи, або ж від тюркського «коч-коч» — «проходь, йди». 
Слово «Павло-Кічкас» щодо поселення на протилежному, лівому березі Дніпра стало використовуватися вже при Російській імперії, у XVIII столітті: назву «ПавлоКічкас» (без дефіса) офіційно стало носити тут село на ім'я першого власника землі, російського генерала Павла Потьомкіна.

## Перспективи
Генеральним планом міста Запоріжжя, затвердженим рішенням Запорізької міської ради від 15 вересня 2004 року № 4, передбачено будівництво Північного мостового переходу через острів імені Сагайдачного, що дозволить значною мірою розвантажити греблю Дніпровської ГЕС.
Північний мостовий перехід у майбутньому може стати важливим сполучним елементом мережі магістралей безперервного руху, що починався б на правобережжі біля в'їзду до міста з Дніпровського напрямку та сполучить Дніпровський район із лівобережною частиною міста.